# Can’t Hold Us Down
Can’t Hold Us Down ist die vierte Single von Christina Aguileras zweiten Studioalbum Stripped. Das Lied wurde 2003 veröffentlicht. Can’t Hold Us Down ist ein Duett mit der Rapperin Lil’ Kim. Das Lied erreichte Platz 12 in den Billboard Hot 100, womit das Lied Aguileras zehnter Top-20-Hit in den USA wurde. Die Single erreichte Platz 2 in Neuseeland, Platz 6 im Vereinigten Königreich und Platz 5 in Australien. Das Lied war 2004 für einen Grammy Award in der Kategorie Bestes Pop Duett mit Gesang nominiert.

## Hintergrund
Can’t Hold Us Down wurde von der Hauptinterpretin Aguilera selbst, zusammen mit Matt Morris und Scott Storch geschrieben. Zusammen mit Ron Fair zeichnete Aguilera auch für die Produktion verantwortlich. Das Lied basiert auf einem Sample von Puff Daddys Can’t Nobody Hold Me Down (Januar 1997), wodurch die Autoren Gregory Prestopino und Matthew Wilder ebenfalls Urheber von Can’t Hold Us Down sind. Es ist ein Duett mit der Rapperin Lil’ Kim, welche mit Aguilera schon auf Lady Marmalade dem Cover vom Moulin Rouge! Soundtrack von 2001 zusammenarbeitete. Beide sind seit den Aufnahmen zu Lady Marmalade befreundet, Christina und Kim bildeten zusammen einen „Girl Power“ Team.
Wie die Vorgänger-Singles ist Can’t Hold Us Down durch Lil’ Kim vom Hip-Hop inspiriert.
Das Lied ist nicht auf Aguileras Greatest Hits Album Keeps Gettin’ Better: A Decade of Hits enthalten.

## Musikvideo
Die Regie zum Musikvideo führte David LaChapelle, das Musikvideo wurde in Los Angeles gefilmt, hinter einer Kulisse, dass das Manhattan der 80er Jahre darstellen soll. Im Musikvideo tanzt Aguilera mit einem Mann auf der Straße. Dann kommen Tänzerinnen hinzu und Aguilera beginnt mit dem Gesang. Danach beginnt Lil’ Kim mit dem Rappen. Das Musikvideo hatte seine Premiere am 23. August 2003 auf BETs 106 & Park.

## CD-Versionen und Formate
CD Single Vereinigte Staaten
- Radio Edit
- Suggested Callout Hook

DVD Single
- Can’t Hold Us Down (Music Video)
- Album Version
- Beautiful (Brother Brown Divine Mix)
- Impossible (Performance Snippet)
- Get Mine, Get Yours (Performance Snippet)

CD Single Niederlande und Vereinigtes Königreich
- Album Version
- Sharp Boys Orange Vocal Mix
- Jacknife Lee Remix

Promotional LP für DJs
- Album Version (Side A)
- Instrumental (Side B)
- Acapella Version (Side B)

UK Promotional LP
- Sharp Boys Orange Vocal Mix

CD single Europa, Ozeanien, Asien
- Album Version
- Sharp Boys Orange Vocal Mix
- Jacknife Lee Remix

## Remix-Versionen
- Can’t Hold Us Down (Sharp Boys Orange Vocal Mix) (7:22)
- Can’t Hold Us Down (Sharp Beyond Dub)
- Can’t Hold Us Down (Jacknife Lee Mix) (4:30)
- Can’t Hold Us Down (Jacknife Lee Dub)
- Can’t Hold Us Down (Da Yard Riddim Mix) (4:16) - remixed by Steven Marsden (also known as Lenky); featuring Tanya Stephens
- OranGefuzZz (Tiny Purple Shorts Dub)
- OranGefuzZz (Tiny Purple Shorts Club Mix)
- Can’t Hold Us Down (Medasyn Mix) (4:11) - remixed by Gabriel Olegavich
- Can’t Hold Us Down (Medasyn Instrumental) - remixed by Gabriel Olegavich
- Can’t Hold Us Down (Altar Unreleased Tribal Mix) (8.26)

## Kommerzieller Erfolg

### Chartplatzierungen
Can’t Hold Us Down war in den Charts erfolgreich vertreten, in den US-amerikanischen Billboard Hot 100 verfehlte das Lied mit dem 12. Platz knapp die Top Ten. International erreichte das Lied die Top Ten im Vereinigten Königreich, Australien, Irland, Deutschland und einigen anderen Ländern, in Neuseeland erreichte das Lied Platz 2. Can’t Hold Us Down wurde weltweit bis heute über 3,2 Millionen Mal verkauft.
| ChartsChartplatzierungen       | Höchstplatzierung | Wochen |
| ------------------------------ | ----------------- | ------ |
| Deutschland (GfK)              | 9 (14 Wo.)        | 14     |
| Österreich (Ö3)                | 13 (17 Wo.)       | 17     |
| Schweiz (IFPI)                 | 11 (26 Wo.)       | 26     |
| Vereinigte Staaten (Billboard) | 12 (20 Wo.)       | 20     |
| Vereinigtes Königreich (OCC)   | 6 (10 Wo.)        | 10     |

| ChartsJahrescharts (2003) | Platzierung |
| ------------------------- | ----------- |
| Deutschland (GfK)         | 66          |
| Schweiz (IFPI)            | 44          |

### Auszeichnungen für Musikverkäufe
| Land/Region                  | Auszeichnungen für Musikverkäufe (Land/Region, Auszeichnung, Verkäufe) | Verkäufe |
| ---------------------------- | ---------------------------------------------------------------------- | -------- |
| Australien (ARIA)            | Gold                                                                   | 35.000   |
| Neuseeland (RMNZ)            | Gold                                                                   | 7.500    |
| Vereinigtes Königreich (BPI) | Silber                                                                 | 200.000  |
| Insgesamt                    | 1× Silber · 2× Gold ·                                                  | 242.500  |

Hauptartikel: Christina Aguilera/Auszeichnungen für Musikverkäufe